# اعمال الريو!
أعمال الريو! (باليابانية: りゅうおうのおしごと!، بالروماجي: Ryūō no Oshigoto!) هي سلسلة رواية خفيفة من تأليف شيرو شيراتوري ورسم شيرابي، نشرت من قبل SB Creative، منذ 15 سبتمبر عام 2015. اقتبست إلى مانغا نشرت من سكوير إنكس، في مجلة غانغان كوميكس، منذ 2 أكتوبر عام 2015 حتى 2 أغسطس عام 2019. تم تجمع فصول المانغا في 10 مجلدات تانكوبون. أنتجت إلى مسلسل أنمي من قبل استوديو بروجيكت نو 9، عرض الأنمي في 8 يناير عام 2018 واستمر عرضه حتى 26 مارس عام 2018، وتكون من 12 حلقة.

## القصة
تدور أحداث القصة عن يايتشي كوزوريو هو لاعب شوغي معجزة فاز بلقب الريو وهو في 16 عمره، تأتي فتاة إلى منزله اسمها آي هيناتسورو تبلغ من العمر 9 سنوات، وتطلب منه أن تصبح تلميذته.

## الشخصيات
يايتشي كوزوريو (باليابانية: 九頭竜 八一، بالروماجي: Kuzuryū Yaichi)
أداء صوتي: يوما أوتشيدا
غينكو سورا (باليابانية: 空 銀子، بالروماجي: Sora Ginko)
أداء صوتي: هيساكو كانيموتو
آي هيناتسورو (باليابانية: 雛鶴 あい، بالروماجي: Hinatsuru Ai)
أداء صوتي: رينا هيداكا
آي ياشاجين (باليابانية: 夜叉神 天衣، بالروماجي: Yashajin Ai)
أداء صوتي: أياني ساكورا
كيكا كيوتاكي (باليابانية: 清滝 桂香، بالروماجي: Kiyotaki Keika)
أداء صوتي: آي كايانو
أيومو كانيبي (باليابانية: 神鍋 歩夢، بالروماجي: Kannebe Ayumu)
أداء صوتي: نوبوهيكو أوكاموتو
ميو ميزوكوشي (باليابانية: 水越 澪، بالروماجي: Mizukoshi Mio)
أداء صوتي: يوريكا كوبو
أيانو ساداتو (باليابانية: 貞任 綾乃، بالروماجي: Sadatō Ayano)
أداء صوتي: تشينامي هاشيموتو
شارلوت إيزهورو (باليابانية: シャルロット・イゾアール، بالروماجي: Sharurotto Izoāru)
أداء صوتي: يوي أوغورا
تاكاشي هيناتسورو (باليابانية: 雛鶴 隆، بالروماجي: Hinatsuru Takashi)
أداء صوتي: أشيرو ميزوكي
أكينا هيناتسورو (باليابانية: 雛鶴 亜希奈، بالروماجي: Hinatsuru Akina)
أداء صوتي: ميتسكو هوريه

## وصلات خارجية
- موقع الأنمي الرسمي باللغة اليابانية
- أعمال الريوؤو! على موقع ANN manga (الإنجليزية)